# 倉梯村
倉梯村（くらはしむら）は、京都府加佐郡にあった村。現在の舞鶴市多門院・堂奥にあたる。発足当初は現在の東舞鶴市街地も含んだ。

## 地理
- 山岳：三国岳

## 歴史
- 1889年（明治22年）4月1日 - 町村制の施行により、北吸村・浜村・森村・行永村・多門院村・堂奥村・溝尻村の区域をもって発足。
- 1906年（明治39年）7月1日 - 大字北吸・浜・溝尻・森・行永が新舞鶴町の一部となる。
- 1938年（昭和13年）8月1日 - 新舞鶴町・中舞鶴町・与保呂村・志楽村と合併して東舞鶴市が発足。同日倉梯村廃止。

## 交通

### 道路
現在は旧村域に舞鶴若狭自動車道の舞鶴東インターチェンジ・舞鶴パーキングエリアが所在するが、当時は未開通。